# Campionato mondiale universitario di football americano 2018
Il campionato mondiale universitario di football americano 2018, terza edizione di tale competizione (World University Championship), si è tenuto a Harbin, in Cina, dal 14 al 24 giugno 2018 ed è stato vinto dal Messico.

## Stadi
Distribuzione degli stadi del campionato mondiale universitario di football americano 2018
| Harbin      | Università Commerciale di Harbin (Harbin) |
| ----------- | ----------------------------------------- |
|             | Università Commerciale di Harbin (Harbin) |
|             | Università Commerciale di Harbin (Harbin) |
| Capacità:   | Università Commerciale di Harbin (Harbin) |
| Altitudine: | Università Commerciale di Harbin (Harbin) |
|             | Università Commerciale di Harbin (Harbin) |

## Partecipanti
- Messico
- Giappone
- Stati Uniti
- Cina
- Corea del Sud

## Risultati
| Harbin 14 giugno 2018, ore 13:00 CST Incontro 1 | Stati Uniti | 69 – 0 (42-0 14-0 6-0 7-0) | Cina | HUC Stadium |

| Harbin 14 giugno 2018, ore 17:00 CST Incontro 2 | Giappone | 37 – 0 (22-0 15-0) | Corea del Sud | HUC Stadium |

| Harbin 16 giugno 2018, ore 13:00 CST Incontro 3 | Messico | 69 – 0 (35-0 7-0 14-0 13-0) | Corea del Sud | HUC Stadium |

| Harbin 16 giugno 2018, ore 17:00 CST Incontro 4 | Giappone | 70 – 0 (35-0 14-0 0-0 21-0) | Cina | HUC Stadium |

| Harbin 19 giugno 2018, ore 18:00 CST Incontro 5 | Giappone | 3 – 42 (0-14 0-7 3-21 0-0) | Stati Uniti | HUC Stadium |

| Harbin 19 giugno 2018, ore 17:00 CST Incontro 6 | Messico | 70 – 0 (35-0 21-0 14-0 0-0) | Cina | HUC Stadium |

| Harbin 21 giugno 2018, ore 13:00 CST Incontro 7 | Cina | 0 – 42 (0-7 0-2 0-22 0-11) | Corea del Sud | HUC Stadium |

| Harbin 21 giugno 2018, ore 17:00 CST Incontro 8 | Stati Uniti | 17 – 20 (7-0 3-13 0-0 7-7) | Messico | HUC Stadium |

| Harbin 24 giugno 2018, ore 13:00 CST Incontro 9 | Stati Uniti | 69 – 0 (35-0 13-0 7-0 14-0) | Corea del Sud | HUC Stadium |

| Harbin 24 giugno 2018, ore 17:00 CST Incontro 10 | Messico | 39 – 3 (0-3 10-0 14-0 15-0) | Giappone | HUC Stadium |

## Classifica
% = Percentuale di vittorie; G = Incontri giocati; V = Vittorie; S = Sconfitte; PF = Punti fatti; PS = Punti subiti; DP = Differenza punti.
| Squadra       | %     | G | V | S | PF  | PS  | DP   |
| ------------- | ----- | - | - | - | --- | --- | ---- |
| Messico       | 1.000 | 4 | 4 | 0 | 198 | 20  | +178 |
| Stati Uniti   | .750  | 4 | 3 | 1 | 197 | 23  | +174 |
| Giappone      | .500  | 4 | 2 | 2 | 113 | 81  | +32  |
| Corea del Sud | .250  | 4 | 1 | 3 | 42  | 175 | -133 |
| Cina          | .000  | 4 | 0 | 4 | 0   | 251 | -251 |

## Campione
| Campione del Mondo 2018 Messico (3º titolo) |